# Christian Nemeth (atleet)
Christian Nemeth (24 september 1971) is een voormalige Belgische atleet, die zich had toegelegd op de lange afstand en het veldlopen. Hij nam vijfmaal deel aan het Wereldkampioenschap halve marathon en behaalde daarbij eenmaal een bronzen medaille in het ploegenklassement. Hij werd op twee nummers in totaal tweemaal Belgisch kampioen.

## Biografie
Tussen 1999 en 2004 nam Nemeth vijfmaal deel aan het wereldkampioenschap halve marathon, met een vierentwintigste plaats in 2000 als beste resultaat. Samen met Ronny Ligneel en Guy Fays werd hij ook derde in het landenklassement. Dat jaar werd hij ook Belgisch kampioen op die afstand.
Nemeth nam in 2000 in Gent op de 3000 m deel aan de Europese indoorkampioenschappen. Hij werd uitgeschakeld in de series. In 2003 veroverde hij de Belgische titel op de 5000 m.
In 2002 en 2003 nam Nemeth ook deel aan de wereldkampioenschappen veldlopen.

### Clubs
Nemeth begon zijn carrière bij Royal Ixelles SC (RISC) en was nadien aangesloten bij CA Brabant Wallon (CABW).

## Belgische kampioenschappen
| Onderdeel      | Jaar |
| -------------- | ---- |
| 5000 m         | 2003 |
| halve marathon | 2000 |

## Persoonlijke records
Outdoor
| Onderdeel | Prestatie | Datum           | Plaats  |
| --------- | --------- | --------------- | ------- |
| 5000 m    | 13.47,00  | 5 augustus 2000 | Hechtel |
| 10.000 m  | 28.42,73  | 9 juni 2001     | Watford |

Indoor
| Onderdeel | Prestatie | Datum            | Plaats |
| --------- | --------- | ---------------- | ------ |
| 3000 m    | 8.03,81   | 20 februari 2000 | Gent   |

Weg
| Onderdeel      | Prestatie | Datum           | Plaats              |
| -------------- | --------- | --------------- | ------------------- |
| 10 km          | 28.46     | 6 juli 1999     | Tessenderlo         |
| 15 km          | 45.22     | 9 december 2001 | 's-Heerenberg       |
| 20 km          | 1:01.38   | 12 maart 2000   | Alphen aan den Rijn |
| halve marathon | 1:04.22   | 5 mei 2002      | Brussel             |

## Palmares

### 3000 m
- 2000:  BK indoor AC - - 8.16,98
- 2000: 6e in serie EK indoor in Gent - 8.03,81
- 2001:  BK indoor AC - 8.17,55

### 5000 m
- 1998:  BK AC - 14.04,19
- 1999:  BK AC - 14.09,24
- 2000:  BK AC - 13.56,41
- 2001:  BK AC - 14.13,71
- 2003:  BK AC - 14.30,56

### 10.000 m
- 1998:  BK AC - 29.16,58
- 2000:  BK AC - 29.12,15
- 2001: 4e Jeux de Francophonie - 29.11,53
- 2003:  BK AC - 29.36,01
- 2003: 19e Europa Cup - 29.30,12
- 2004: 14e Europa Cup - 29.30,34
- 2005: 4e BK AC - 29.55,30

### 10 km
- 1999:  Nike Classic in Tessenderlo - 28.46
- 1999:  Boeskoolloop in Oldenzaal - 29.25
- 2000:  Stratenloop in Goorle - 29.50
- 2000:  Classic 2000 Road Race in Tessenderlo - 28.53
- 2000:  Kö-Lauf in Düsseldorf - 29.10
- 2001:  Coenecoop in Waddinxveen - 29.28

### 15 km
- 2003: 5e Haagse Beemden Loop - 46.11
- 2003: 10e Montferland Run - 45.22

### 10 mijl
- 2000: 9e Tilburg Ten Miles - 48.37
- 2000:  Oostende-Brugge Ten Miles - 47.16
- 2002:  Oostende-Brugge Ten Miles – 47.44
- 2003:  Oostende-Brugge Ten Miles – 48.55
- 2003:  Antwerp 10 Miles – 47.27
- 2007: 4e Antwerp 10 Miles - 52.15

### 20 km
- 2000: 13e 20 van Alphen - 1:01.38
- 2003:  20 km van Brussel - 1:02.55
- 2004:  20 km van Brussel - 1:03.46
- 2006: 6e 20 km van Brussel - 1:04.41

### halve marathon
- 1999: 44e WK in Palermo – 1:04.42
- 2000: 24e WK in Veracruz – 1:06.33
- 2000:  landenklassement WK – 3:18.35
- 2000:  BK AC in Kuurne – 1:04.30
- 2001:  BK AC in Kortrijk – 1:06.59
- 2001: 60e WK in Bristol – 1:04.26
- 2002: 43e WK in Brussel – 1:04.22
- 2003:  halve marathon van Zurrieq - 1:10.21
- 2003:  BK AC in Sint-Truiden
- 2003: 62e WK in Vilamoura – 1:07.50
- 2004:  BK AC in Angleur – 1:07.52
- 2006:  BK AC in Geraardsbergen – 1:07.51

### veldlopen
- 2002: 101e WK in Dublin - 38.38 (12 km)
- 2003:  BK AC in Oostende
- 2003: 63e WK in Lausanne - 40.10 (12.355 km)